# Премия имени Н. Г. Чернышевского
Премия имени Н. Г. Чернышевского — научная награда Академии наук СССР, была учреждена в 1956 году с формулировкой «за выдающиеся научные работы в области общественных наук».
В соответствии с решением Президиума АН СССР 1959 года, определившим основные принципы присуждения наград, премию присуждали раз в три года.
Премия названа в честь выдающегося русского философа Николая Гавриловича Чернышевского.

## Награждённые учёные
| Год  | Деятельность               | Лауреат премии                 | Должность                                              | Формулировка премии | Примечание                         | Примечание |
| ---- | -------------------------- | ------------------------------ | ------------------------------------------------------ | --- | ---------------------------------- | ---------- |
| 1959 | Член-корреспондент АН СССР | Анатолий Игнатьевич Пашков     | профессор МГУ                                          | за подготовку I тома «Истории русской экономической мысли» |                                    |            |
| 1959 | Доктор экономических наук  | Николай Александрович Цаголов  | заведующий кафедрой политической экономии МГУ          | за подготовку I тома «Истории русской экономической мысли» |                                    |            |
| 1964 | Доктор философских наук    | Эвальд Васильевич Ильенков     | старший научный сотрудник Института философии АН СССР  | за исследования актуальных проблем теории познания диалектического материализма, результаты которых опубликованы в коллективных работах «Диалектика и логика. Законы мышления», «Диалектика — теория познания. Проблемы научного метода», «Диалектика — теория познания. Историко-философские очерки» |                                    |            |
| 1964 | Академик                   | Бонифатий Михайлович Кедров    |                                                        | за исследования актуальных проблем теории познания диалектического материализма, результаты которых опубликованы в коллективных работах «Диалектика и логика. Законы мышления», «Диалектика — теория познания. Проблемы научного метода», «Диалектика — теория познания. Историко-философские очерки» |                                    |            |
| 1967 | Доктор философских наук    | Марк Моисеевич Розенталь       | сотрудник Академии общественных наук при ЦК КПСС       | за монографии «Ленин и диалектика» (1963) и «Диалектика „Капитала“ К. Маркса» (1967) | размер премии 2000 руб.            |            |
| 1970 | Академик                   | Владимир Алексеевич Виноградов |                                                        | за монографии «Вопросы теории и практики социалистической национализации промышленности» и «Ленинские идеи рабочего контроля в действии» |                                    |            |
| 1973 | Член-корреспондент АН СССР | Лев Маркович Гатовский         |                                                        | за монографию «Экономические законы и строительство коммунизма» |                                    |            |
| 1976 | Член-корреспондент АН СССР | Виктор Леонидович Тягуненко    |                                                        | за серию работ по проблемам современных национально-освободительных революций и теории общественно-экономического прогресса в странах «третьего мира» | Посмертно; размер премии 2000 руб. |            |
| 1985 | Член-корреспондент АН СССР | Константин Иванович Микульский |                                                        | за серию монографий «Социально-экономическая политика в социалистическом обществе», «Экономические законы социализма и социальная активность трудящихся» |                                    |            |
| 1988 | Доктор экономических наук  | Андрей Владимирович Аникин     | заведующий сектором финансового капитала ИМЭМО АН СССР | за работу «Юность науки. Жизнь и идеи мыслителей-экономистов до Маркса» |                                    |            |